# Bahnstrecke Saint-Just-sur-Loire–Fraisses-Unieux
| ehemaliges Viadukt, das zeitweise im See verschwindet, November 2015 |                      |                                                                                         |                                                                                     |
| Streckennummer (SNCF): | 796 000              |                                                                                         |                                                                                     |
| Streckenlänge: | 16,2 km              |                                                                                         |                                                                                     |
| Spurweite: | 1435 mm (Normalspur) |                                                                                         |                                                                                     |
| Maximale Neigung: | 10 ‰                 |                                                                                         |                                                                                     |
| |                      |                                                                                         |                                                                                     |
| \| \| \| Bahnstrecke Moret-Veneux-les-Sablons–Lyon-Perrache von Lyon \| \| \| \| 489,3 0,0 \| Saint-Just-sur-Loire (ehem. Keilbahnhof) \| 400 m \| \| \| \| \| \| \| \| \| Bahnstrecke Moret-Veneux-les-Sablons–Lyon-Perrache nach Moret-Veneux-les-Sablons \| \| \| \| \| \| \| \| \| \| Bahnstrecke Clermont-Ferrand–Saint-Just-sur-Loire n. Clerm.-Fer. \| \| \| \| 0,9 \| Tunnel de la Tranchardière (155 m) \| Tunnel de la Tranchardière (155 m) \| \| \| 1,8 \| Saint-Just-Saint-Rambert \| 402 m \| \| \| 1,9 \| Streckenende \| Streckenende \| \| \| 3,1 \| Viaduc de Saint-Just-sur-Loire (122 m) \| Viaduc de Saint-Just-sur-Loire (122 m) \| \| \| 6,6 \| Tunnel de Grangent 1 (104 m) \| Tunnel de Grangent 1 (104 m) \| \| \| \| Barrage de Grangent (Loire) \| \| \| \| 7,0 \| Tunnel de Grangent 2 (83 m) \| Tunnel de Grangent 2 (83 m) \| \| \| 7,2 \| Tunnel de Grangent 3 (95 m) \| Tunnel de Grangent 3 (95 m) \| \| \| 7,6 \| Viaduc de Grand Jean (49 m) \| Viaduc de Grand Jean (49 m) \| \| \| 8,6 \| Tunnel du Mousset (435 m) \| Tunnel du Mousset (435 m) \| \| \| 9,4 \| Viaduc de l’Yseron (97 m) \| Viaduc de l’Yseron (97 m) \| \| \| 9,6 \| Saint-Victor-sur-Loire \| 414 m \| \| \| 10,4 \| Viaduc sur la Loire 1 (168 m) \| Viaduc sur la Loire 1 (168 m) \| \| \| 11,1 \| Viaduc sur la Loire 2 (teilweise zerstört; 126 m) \| Viaduc sur la Loire 2 (teilweise zerstört; 126 m) \| \| \| 11,2 \| Tunnel des Révotes (teilweise geflutet; 143 m) \| Tunnel des Révotes (teilweise geflutet; 143 m) \| \| \| 12,7 \| Tunnel de La Noirie 1 (58 m) \| Tunnel de La Noirie 1 (58 m) \| \| \| 12,8 \| Viaduc de la Noirie (52 m) \| Viaduc de la Noirie (52 m) \| \| \| 13,3 \| Tunnel de La Noirie 2 (200 m) \| Tunnel de La Noirie 2 (200 m) \| \| \| 13,8 \| Tunnel du Dorier (254 m) \| Tunnel du Dorier (254 m) \| \| \| 14,3 \| Viaduc du Pertuiset (Ondaine; 108 m) \| Viaduc du Pertuiset (Ondaine; 108 m) \| \| \| 14,5 \| Tunnel de l’Hermitage (148 m) \| Tunnel de l’Hermitage (148 m) \| \| \| \| \| \| \| \| \| Bahnstrecke Saint-Georges-d’Aurac–Saint-Étienne-Châteaucreux von St-Georges-d’Aurac \| \| \| \| \| \| \| \| \| \| Tunnel du Bois-de-la-Rive (94 m) \| \| \| \| 16,2 121,3 \| Fraisses-Unieux \| 451 m \| \| \| \| \| \| \| \| \| \| \| \| \| \| Bahnstrecke Saint-Georges-d’Aurac–Saint-Étienne-Châteaucreux n. St-Étienne-Châteaucreux \| \| |                      |                                                                                         |                                                                                     |
| |                      | Bahnstrecke Moret-Veneux-les-Sablons–Lyon-Perrache von Lyon                             |                                                                                     |
| ehemaliger Bahnhof | 489,3 0,0            | Saint-Just-sur-Loire (ehem. Keilbahnhof)                                                | 400 m                                                                               |
| |                      |                                                                                         |                                                                                     |
| Abzweig geradeaus und nach rechts |                      | Bahnstrecke Moret-Veneux-les-Sablons–Lyon-Perrache nach Moret-Veneux-les-Sablons        | Bahnstrecke Moret-Veneux-les-Sablons–Lyon-Perrache nach Moret-Veneux-les-Sablons    |
| |                      |                                                                                         |                                                                                     |
| Abzweig geradeaus und nach rechts |                      | Bahnstrecke Clermont-Ferrand–Saint-Just-sur-Loire n. Clerm.-Fer.                        | Bahnstrecke Clermont-Ferrand–Saint-Just-sur-Loire n. Clerm.-Fer.                    |
| Tunnel | 0,9                  | Tunnel de la Tranchardière (155 m)                                                      | Tunnel de la Tranchardière (155 m)                                                  |
| ehemaliger Bahnhof | 1,8                  | Saint-Just-Saint-Rambert                                                                | 402 m                                                                               |
| | 1,9                  | Streckenende                                                                            | Streckenende                                                                        |
| Brücke (Strecke außer Betrieb) | 3,1                  | Viaduc de Saint-Just-sur-Loire (122 m)                                                  | Viaduc de Saint-Just-sur-Loire (122 m)                                              |
| Tunnel (Strecke außer Betrieb) | 6,6                  | Tunnel de Grangent 1 (104 m)                                                            | Tunnel de Grangent 1 (104 m)                                                        |
| Strecke (außer Betrieb) |                      | Barrage de Grangent (Loire)                                                             | Barrage de Grangent (Loire)                                                         |
| Tunnel (Strecke außer Betrieb) | 7,0                  | Tunnel de Grangent 2 (83 m)                                                             | Tunnel de Grangent 2 (83 m)                                                         |
| Tunnel (Strecke außer Betrieb) | 7,2                  | Tunnel de Grangent 3 (95 m)                                                             | Tunnel de Grangent 3 (95 m)                                                         |
| Brücke (Strecke außer Betrieb) | 7,6                  | Viaduc de Grand Jean (49 m)                                                             | Viaduc de Grand Jean (49 m)                                                         |
| Tunnel (Strecke außer Betrieb) | 8,6                  | Tunnel du Mousset (435 m)                                                               | Tunnel du Mousset (435 m)                                                           |
| Brücke (Strecke außer Betrieb) | 9,4                  | Viaduc de l’Yseron (97 m)                                                               | Viaduc de l’Yseron (97 m)                                                           |
| Bahnhof (Strecke außer Betrieb) | 9,6                  | Saint-Victor-sur-Loire                                                                  | 414 m                                                                               |
| Brücke über Wasserlauf (Strecke außer Betrieb) | 10,4                 | Viaduc sur la Loire 1 (168 m)                                                           | Viaduc sur la Loire 1 (168 m)                                                       |
| Brücke über Wasserlauf (Strecke außer Betrieb) | 11,1                 | Viaduc sur la Loire 2 (teilweise zerstört; 126 m)                                       | Viaduc sur la Loire 2 (teilweise zerstört; 126 m)                                   |
| Tunnel (Strecke außer Betrieb) | 11,2                 | Tunnel des Révotes (teilweise geflutet; 143 m)                                          | Tunnel des Révotes (teilweise geflutet; 143 m)                                      |
| Tunnel (Strecke außer Betrieb) | 12,7                 | Tunnel de La Noirie 1 (58 m)                                                            | Tunnel de La Noirie 1 (58 m)                                                        |
| Brücke (Strecke außer Betrieb) | 12,8                 | Viaduc de la Noirie (52 m)                                                              | Viaduc de la Noirie (52 m)                                                          |
| Tunnel (Strecke außer Betrieb) | 13,3                 | Tunnel de La Noirie 2 (200 m)                                                           | Tunnel de La Noirie 2 (200 m)                                                       |
| Tunnel (Strecke außer Betrieb) | 13,8                 | Tunnel du Dorier (254 m)                                                                | Tunnel du Dorier (254 m)                                                            |
| Brücke über Wasserlauf (Strecke außer Betrieb) | 14,3                 | Viaduc du Pertuiset (Ondaine; 108 m)                                                    | Viaduc du Pertuiset (Ondaine; 108 m)                                                |
| Tunnel (Strecke außer Betrieb) | 14,5                 | Tunnel de l’Hermitage (148 m)                                                           | Tunnel de l’Hermitage (148 m)                                                       |
| |                      |                                                                                         |                                                                                     |
| Strecke quer · Strecke von rechts und von halblinks |                      | Bahnstrecke Saint-Georges-d’Aurac–Saint-Étienne-Châteaucreux von St-Georges-d’Aurac     | Bahnstrecke Saint-Georges-d’Aurac–Saint-Étienne-Châteaucreux von St-Georges-d’Aurac |
| |                      |                                                                                         |                                                                                     |
| Tunnel |                      | Tunnel du Bois-de-la-Rive (94 m)                                                        | Tunnel du Bois-de-la-Rive (94 m)                                                    |
| Bahnhof Streckenende | 16,2 121,3           | Fraisses-Unieux                                                                         | 451 m                                                                               |
| |                      |                                                                                         |                                                                                     |
| |                      |                                                                                         |                                                                                     |
| |                      | Bahnstrecke Saint-Georges-d’Aurac–Saint-Étienne-Châteaucreux n. St-Étienne-Châteaucreux |                                                                                     |

Die Bahnstrecke Saint-Just-sur-Loire–Fraisses-Unieux war eine 16 km lange, eingleisige Eisenbahnstrecke im zentralfranzösischen Département Loire. Sie nahm 1885 ihren Betrieb auf und wurde zwischen 1955 und 1957 geschlossen, weil der Bau des Barrage de Grangent die Strecke mit dem Dammbauwerk zerschnitt und überflutete (In der Streckentabelle hellblau hinterlegt). Heute erinnern nur noch wenige Ingenieurbauwerke an ihre frühere Existenz. Ein Gleisstummel von 1,9 km ist von Saint-Just-sur-Loire aus noch nicht entwidmet.

## Geschichte

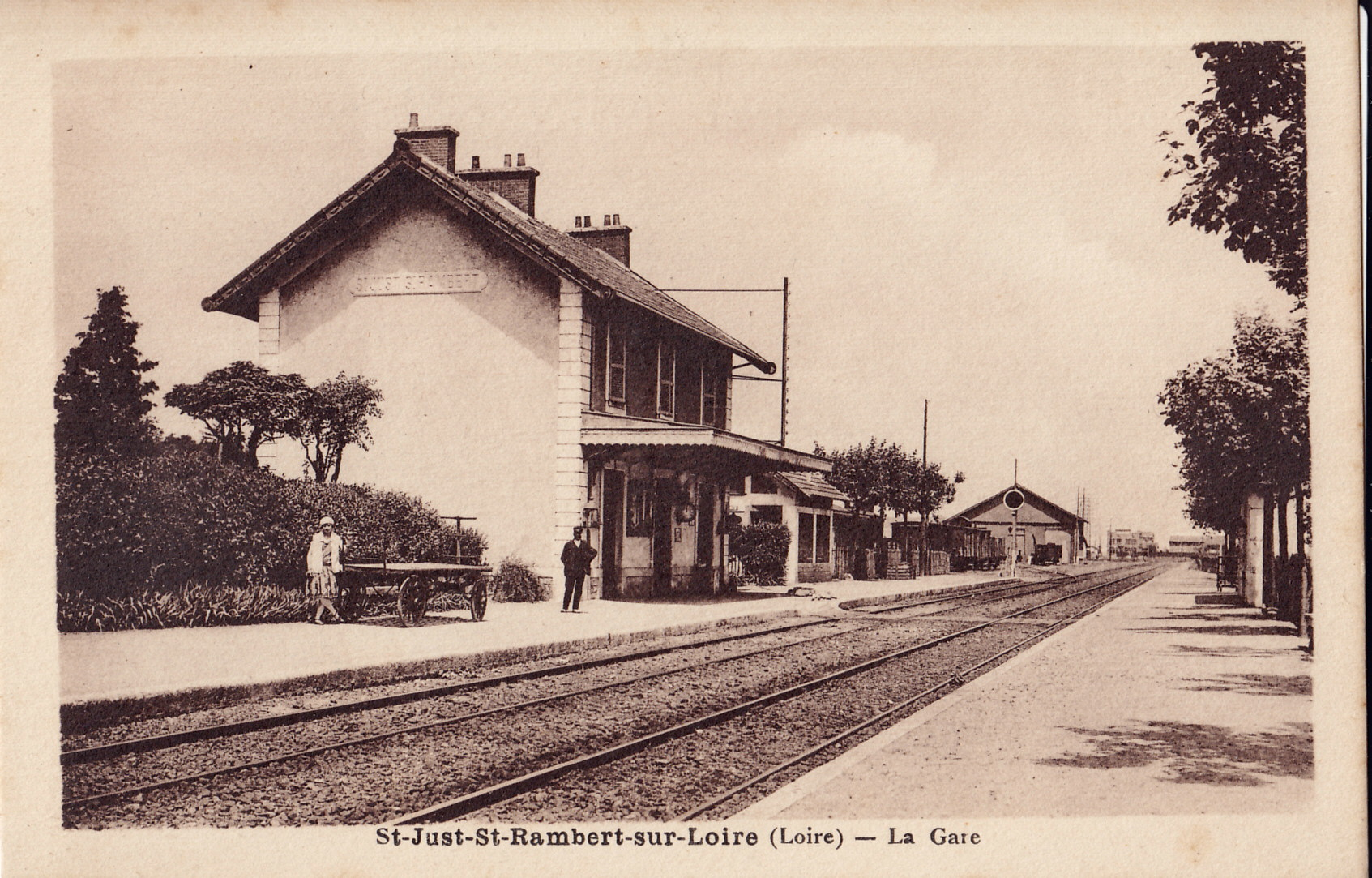
Bahnhof Saint-Just-Saint-Rambert vor 1920.

Die Konzession für den Bau und Betrieb dieser Strecke erwarb 1883 die Compagnie des chemins de fer de Paris à Lyon et à la Méditerranée (PLM), die auch die anderen drei Strecken, die mit dieser verbunden waren, besaß. Bereits 1875 wurde die Strecke für gemeinnützig erklärt. Die Strecke besaß zahlreiche Brücken, Viadukte und Tunnel, von denen einige noch heute zu sehen sind, insbesondere das imposante, 108 m lange Pertuiset-Viadukt, das zwischen 1881 und 1884 erbaut wurde. Die Strecke besaß die drei Zwischenbahnhöfe Saint-Just-Saint-Rambert, Saint-Victor-sur-Loire und Fraisses-Unieux.
Nach Verstaatlichung und Übernahme durch die SNCF wurde der Reiseverkehr im Mai 1939 eingestellt, zwischen Saint-Just-Saint-Rambert und Fraisse-Unieux wahrscheinlich Anfang 1941 auch der Güterverkehr. Noch im gleichen Jahr wurde dieser Abschnitt entwidmet und im Jahr darauf die Gleise südlich der zukünftigen Staumauer demontiert. Über den nördlichen Abschnitt wurde die Baustelle versorgt. 1958, vor der Flutung des Stausees, folgte der Gleisabbau bis Saint-Rambert.

## Betrieb
Wie gesetzlich bestimmt, waren täglich drei Zugpaare unterwegs, die alle bis Firminy an der Bahnstrecke Saint-Georges-d’Aurac–Saint-Étienne-Châteaucreux geführt wurden. Dieser 2,4 km lange Abschnitt wurde dafür auf Zweigleisigkeit erweitert. Bis April 1963 hatte dieses zweite Gleis Bestand und wurde dann abgebaut.